# Toàn cầu hóa quân sự
Toàn cầu hóa quân sự (tiếng Anh: Military globalization) được David Held định nghĩa là "quá trình ngày càng tăng về mức độ và cường độ của các mối quan hệ quân sự giữa các đơn vị chính trị trong hệ thống thế giới. Có thể hiểu, nó phản ánh sự mở rộng của mạng lưới quan hệ quân sự toàn cầu, cũng như tác động của những đổi mới công nghệ quân sự quan trọng (từ tàu thủy chạy bằng hơi nước đến vệ tinh), dần theo thời gian, đã tái tạo thế giới thành một không gian địa chiến lược duy nhất". Đối với Robert Keohane và Joseph Nye, toàn cầu hóa quân sự kéo theo 'các mạng lưới phụ thuộc quân sự lẫn nhau ở khoảng cách xa, và mối đe dọa hoặc hứa hẹn sử dụng vũ lực".
Held chia toàn cầu hóa quân sự thành ba quá trình riêng biệt:
1. Toàn cầu hóa hệ thống chiến tranh. Mảng này đề cập đến "trật tự địa chính trị, sự cạnh tranh giữa các đại cường quốc, xung đột và quan hệ an ninh".
2. Hệ thống sản xuất và chuyển giao vũ khí toàn cầu, được phản ánh trong động lực vũ khí toàn cầu.
3. Quản trị địa lý bằng bạo lực, "bao gồm các quy định quốc tế chính thức và không chính thức về việc thu nhận, triển khai và sử dụng lực lượng quân sự".[3]

Tất cả ba quá trình trên "được kết nối với sự phát triển công nghệ, thứ đã giúp chúng trở nên khả thi ngay từ đầu. Kết quả của việc này là làm tăng tính phức tạp và phụ thuộc lẫn nhau trên toàn cầu".
Quá trình toàn cầu hóa quân sự bắt đầu từ Thời đại Khám phá, khi các đế quốc thuộc địa châu Âu bắt đầu các hoạt động quân sự trên phạm vi toàn cầu. "Sự cạnh tranh đế quốc đã dẫn đến Chiến tranh thế giới thứ nhất, là cuộc xung đột toàn cầu đầu tiên trong lịch sử thế giới". Keohane xác định thời điểm toàn cầu hóa quân sự bắt đầu ít nhất là từ thời những cuộc chinh phạt của Alexandros Đại Đế.